# Conflicto del Alto Karabaj
El conflicto del Alto Karabaj entre Armenia y Azerbaiyán fue una disputa que llevó a varios enfrentamientos armados entre ambos países por la región del Alto Karabaj y siete distritos circundantes, que llegaron a estar controlados de facto por la autodeclarada República de Artsaj, pero siempre fueron reconocidos internacionalmente como parte de jure de Azerbaiyán.
El conflicto tiene su origen a principios del siglo XX cuando, bajo la Unión Soviética, Iósif Stalin decidió convertir la región en un óblast autónomo del Azerbaiyán soviético. El conflicto comenzó en 1988, cuando los armenios de Karabaj exigieron que la región fuera trasladada del Azerbaiyán soviético a la Armenia soviética. El conflicto se convirtió en una guerra a gran escala a principios de la década de 1990.
Un alto el fuego firmado en 1994 proporcionó dos décadas de relativa estabilidad, que se deterioró significativamente junto con la creciente frustración de Azerbaiyán con el statu quo, en contradicción con los esfuerzos de Armenia por cimentarlo. Una escalada de cuatro días en abril de 2016 se convirtió en la violación más letal del alto el fuego hasta la guerra de 2020.
A finales de 2020, la segunda guerra del Alto Karabaj a gran escala causó miles de víctimas y una importante victoria azerí. Un armisticio fue establecido por un acuerdo tripartito de alto el fuego el 10 de noviembre, lo que resultó en la recuperación de Azerbaiyán de todos los territorios ocupados que rodean Nagorno-Karabaj, así como la captura de un tercio de Nagorno-Karabaj.Las violaciones del alto el fuego en Nagorno-Karabaj y en la frontera entre Armenia y Azerbaiyán continuaron después de la guerra de 2020, con víctimas intermitentes pero continuas.
Azerbaiyán comenzó a bloquear Artsaj en diciembre de 2022 y lanzó una ofensiva militar a gran escala en septiembre de 2023, que resultó en la rendición de las autoridades de Artsaj. Artsaj se disolvió el 1 de enero de 2024, haciendo huir y refugiarse a más de 120.000 armenios nativos de Artsaj/(Alto Karabaj/Nagorno-Karabaj).
Sin embargo, el conflicto entre armenios y azerbaiyanos persiste en torno a otros territorios disputados.

## Antecedentes
El Nagorno-Karabaj, habitada principalmente por armenios como resultado de la política constante de las autoridades rusas de poblar la región por colonos iraníes, a principios del siglo XX dos veces (en 1905-1907 y 1918-1920) se convirtió en el escenario de un sangriento conflicto armenio-azerbaiyano (ver para más detalles). Historia de Nagorno-Karabaj). En 1921, por la resolución del Politburó del Comité Central del PCR (b), se incorporó a la RSS de Azerbaiyán con la creación de la autonomía (NKAO - Región Autónoma de Nagorno-Karabaj). Esto causó descontento entre los armenios, que durante muchas décadas exigieron la adhesión de la NCAO a Armenia.
A principios de octubre de 1987, en mítines en Ereván dedicados a los problemas ambientales, hubo demandas para la transferencia de la NKAO a Armenia, que posteriormente se repitieron en numerosos llamamientos enviados a los líderes soviéticos.
En agosto de 1987, la región comenzó a recoger firmas entre la población armenia en virtud de un llamamiento en apoyo de la demanda de la transferencia de Karabaj a Armenia. La dirección de la RSS de Azerbaiyán y el Partido Comunista de Azerbaiyán, por su parte, trataron de utilizar el mando existente y las palancas burocráticas, con la esperanza de resolver la situación.
El 21 de octubre, Heydar Aliyev fue retirado del Politburó con la explicación de que era «por razones de salud» que, en opinión de la parte azerbaiyana, se hizo para debilitar el papel de Azerbaiyán antes del inicio planificado del conflicto.
En noviembre de 1987, se llevó a cabo un ataque contra azerbaiyanos en el distrito de Kafansky de la RSS de Armenia. 
El 16 de noviembre de 1987, el asesor del presidente de la URSS Mijaíl Gorbachov, el armenio Abel Aganbegyan, hablando en París, habló en defensa de la adhesión de Karabaj a Armenia.
La fase moderna del conflicto comenzó en febrero de 1988. Durante la disolución de la Unión Soviética entre 1990 y 1991, las tensiones étnicas entre armenios y azeríes aumentaron en la región del Alto Karabaj hasta llegar a una guerra entre 1988 y 1994, que finalizó con una paz favorable a los armenios, rubricada en el Protocolo de Biskek.
A partir de 2017, la opinión pública de ambos lados se ha señalado como "cada vez más arraigada, belicosa e intransigente". En este contexto, las concesiones mutuas que podrían reducir las tensiones en el largo plazo podrían, en el corto plazo, amenazar la estabilidad interna y la supervivencia de las élites gobernantes, dejando, por lo tanto, pocos incentivos para el compromiso.
Azerbaiyán recuperó grandes cantidades de territorio en la guerra de 2020, rubricados en el acuerdo de alto el fuego en el Alto Karabaj de 2020.

## Primera guerra del Alto Karabaj (1988-1994)
La primera guerra del Alto Karabaj se refiere al conflicto armado que ocurrió entre febrero de 1988 y mayo de 1994 en el pequeño enclave armenio del Alto Karabaj (o Nagorno Karabaj), en la región sureste del Cáucaso, una antigua provincia soviética poblada por una minoría azerí y una mayoría de armenios, rodeada completamente por la República de Azerbaiyán. El parlamento del enclave votó a favor de la unión con Armenia, lo cual fue ratificado en un plebiscito que contó con una aplastante mayoría de la población favorable a la independencia. Las demandas de unificación con Ereván, las cuales proliferaron a lo largo de la década de 1980, se desarrollaron en un comienzo de manera pacífica, aunque la presión autonomista generada ante el colapso de la Unión Soviética a finales de la década llevó aparejado un incremento de la violencia en la región entre ambos grupos étnicos, lo que finalmente derivó en sucesos de limpieza étnica por ambas partes. A lo largo del conflicto, tanto Armenia como Azerbaiyán se vieron envueltos en una progresiva guerra no declarada en las zonas montañosas de Karabaj por la intención de Azerbaiyán de reprimir a los secesionistas e irredentistas del antiguo óblast autónomo.
Este conflicto se transformó en el más grave de todos aquellos que se dieron tras la desintegración de la URSS en diciembre de 1991. Los combates interétnicos se iniciaron poco después de que el Parlamento local votara a favor de la unión con la RSS de Armenia, el 20 de febrero de 1988. Esta declaración de secesión de la RSS de Azerbaiyán fue considerada como el resultado de «un resentimiento de larga duración en la comunidad armenia del Alto Karabaj contra las serias limitaciones a su cultura y libertad religiosa por las autoridades centrales soviéticas y azeríes».
Junto con los movimientos secesionistas de las repúblicas bálticas de Estonia, Letonia y Lituania, el conflicto significó uno de los más importantes elementos en la desintegración de la Unión Soviética. La proclamación de independencia de Azerbaiyán, seguida de la persecución masiva y asesinatos de armenios, conocidos como "Enero Negro", significaron la cooptación de los poderes ejercidos por el gobierno central en manos de la administración de Bakú. Una de las primeras medidas tomadas por la naciente república fue la de eliminar el gobierno provincial autónomo del Alto Karabaj, lo que provocó como reacción que la mayoría armenia de la provincia votase masivamente en favor de la creación de la República de Artsaj.

## Escaramuzas y Enfrentamientos en la frontera (2008-2020)

(Situación militar entre los años 1994 y 2020 tras la victoria armenia en la Primera guerra del Alto Karabaj)
Territorio azerí bajo el control de las fuerzas militares de Armenia.
Alto Karabaj.

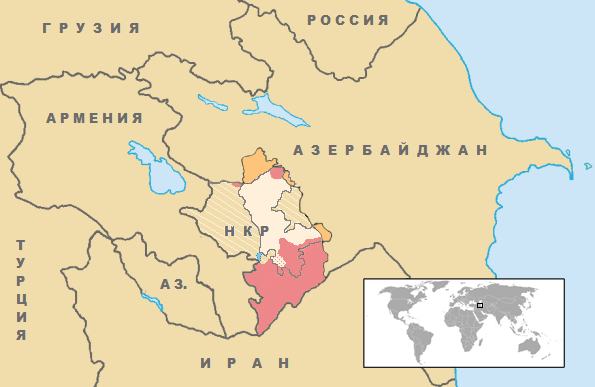
Primera línea en el momento de la firma del acuerdo tras la Segunda guerra del Alto Karabaj de 2020 con las ganancias territoriales de Azerbaiyán durante la guerra en rojo y el área de la que Armenia se retiró según el acuerdo de alto el fuego representado por el área rayado.

Los enfrentamientos de Mardakert de 2008 comenzaron el 4 de marzo después de las protestas electorales armenias de 2008, resultando en varios heridos y muertos, con ambas partes declarando la victoria. Fue el combate más intenso entre las fuerzas étnicas armenias y azerbaiyanas desde el alto el fuego de 1994 después de la Primera Guerra de Nagorno-Karabaj. Tras el incidente, el 14 de marzo la Asamblea General de las Naciones Unidas por una votación registrada de 39 a favor y 7 en contra adoptó la Resolución 62/243, exigiendo la retirada inmediata de todas las fuerzas armenias de los territorios ocupados de Azerbaiyán.El enfrentamiento de Nagorno-Karabaj de 2010 fue un intercambio disperso de disparos que tuvo lugar el 18 de febrero en la línea de contacto que divide las fuerzas militares azerbaiyanas y armenias de Karabaj. Como resultado, tres soldados azerbaiyanos murieron y uno resultó herido.Los enfrentamientos de Mardakert de 2010 fueron los más mortíferos para las fuerzas armenias desde la violencia de 2008.Entre 2008 y 2010, 74 soldados murieron en ambos lados.
El 5 de octubre de 2011, dos soldados azerbaiyanos y un armenio fueron asesinados.En total durante el año 2011, 10 soldados armenios fueron asesinados.Al año siguiente, continuaron los enfrentamientos fronterizos entre las fuerzas armadas de Armenia y Azerbaiyán desde finales de abril hasta principios de junio. Los enfrentamientos causaron la muerte de cinco soldados azerbaiyanos y cuatro armenios. En total durante 2012, 19 soldados azerbaiyanos y 14 armenios fueron asesinados.Otro informe puso el número de muertos azeríes en 20.A lo largo de 2013, 12 soldados azerbaiyanos y 7 armenios murieron en enfrentamientos fronterizos.
En 2014, estallaron varios enfrentamientos fronterizos. En agosto, 27 soldados azeríes habían muerto desde principios de año.El 12 de noviembre de 2014, las fuerzas armadas de Azerbaiyán derribaron un helicóptero Mil Mi-24 del Ejército de Defensa de Artsaj sobre el distrito Agdam de Karabaj. Con el accidente, 2014 se convirtió en el año más mortífero para las fuerzas armenias desde el acuerdo de alto el fuego de 1994, con 27 soldados muertos.Seis civiles armenios también murieron en 2014, mientras que a finales de año el número de azerbaiyanos muertos aumentó a 39 (37 soldados y 2 civiles).En 2015, 42 soldados armenios y 5 civiles murieron mientras continuaban los enfrentamientos fronterizos.Además, al menos 64 soldados azerbaiyanos también murieron, según fuentes armenias.
Entre el 1 al 5 de abril se registraron intensos combates a lo largo del frente de línea del Nagorno Karabaj que se registraron 88 soldados armenios y 92 soldados azerbaiyanos muertos
A principios de 2016, ocurrieron los enfrentamientos más graves hasta la guerra de 2020 (La guerra de los cuatro días). Entre el 1 y el 5 de abril de 2016, intensos combates a lo largo de la línea del frente de Nagorno-Karabaj .Durante los enfrentamientos, un helicóptero militar azerí y 13 drones no tripulados fueron derribados y un tanque azerbaiyano fue destruido, mientras que Nagorno-Karabaj perdió 14 tanques.
En 2018 se produjeron enfrentamientos continuos. El 29 de marzo de 2018, tres voluntarios civiles murieron en una operación de desminado en Nagorno-Karabaj.

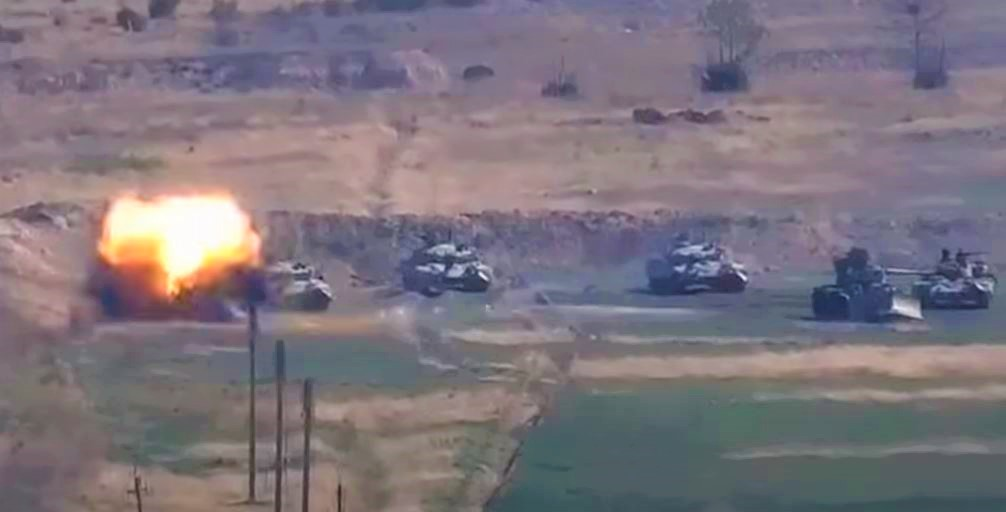
Enfrentamientos entre el Ejército de Azerbaiyán y el Ejército de defensa de Artsaj

Otros enfrentamientos cerca de Tavush tuvieron lugar en julio de 2020. En una escaramuza fronteriza menor el 16 de septiembre, un soldado armenio resultó muerto; Cinco días después, un soldado azeríe fue asesinado.
Las escaramuzas continuaron el 13 de julio y continuaron con diferente intensidad, y se saldaron con al menos 16 bajas militares y una civil. Entre las bajas militares azeríes había un general de división, un coronel y dos mayores. El gobierno de Armenia también informó de la muerte de un mayor, un capitán y dos sargentos. Las escaramuzas se realizaron principalmente mediante artillería y drones, sin infantería. Aunque las escaramuzas cesaron, todo el mes de agosto se mantuvo en tensión hasta finales de septiembre cuando estalló el conflicto del Alto Karabaj en donde la autoproclamada pro-armenia República de Artsaj se vio inmiscuida.

## Segunda guerra del Alto Karabaj (2020)

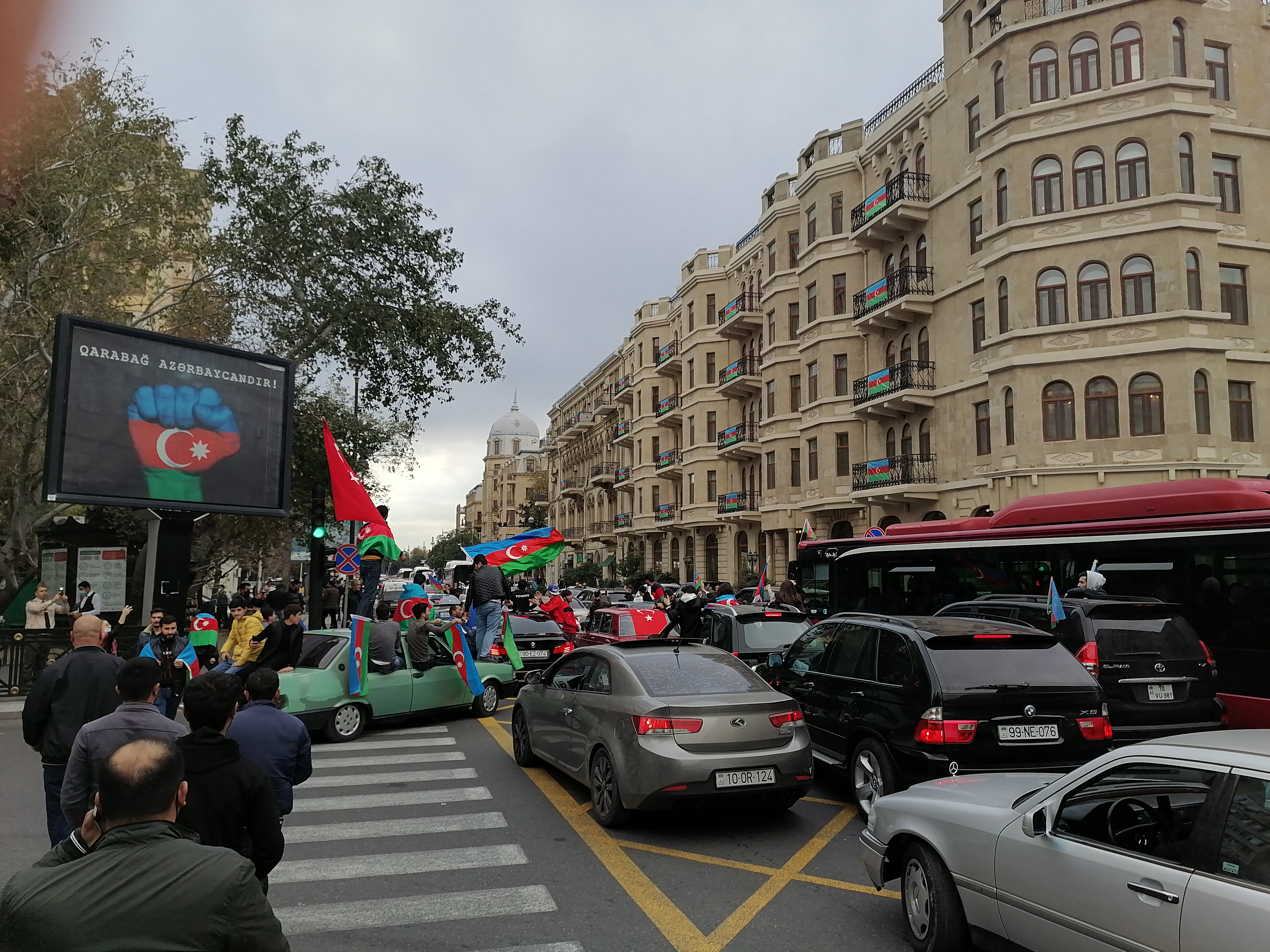
Azeríes celebrando el triunfo de Azerbaiyán en la segunda guerra del Alto Karabaj.

Los enfrentamientos comenzaron la mañana del 27 de septiembre de 2020 a lo largo de la Línea de contacto del Alto Karabaj con los bombardeos por parte de los azeries a la República de Artsaj. Ambas partes informaron de bajas militares y civiles. En respuesta a los enfrentamientos, Armenia y la República de Artsaj introdujeron la ley marcial y la movilización total, mientras que Azerbaiyán introdujo la ley marcial y el toque de queda. El 28 de septiembre, se declaró una movilización parcial en Azerbaiyán.
Varios países y la Organización de las Naciones Unidas han condenado enérgicamente el conflicto y han pedido a ambas partes que reduzcan las tensiones y reanuden negociaciones significativas sin demora; mientras que Afganistán, Pakistán y Turquía han expresado su apoyo a Azerbaiyán. Asimismo, Turquía ha proporcionado un amplio apoyo militar a Azerbaiyán.
Expertos analistas internacionales aseguran que los combates probablemente fueron iniciados por Azerbaiyán, y que es probable que los objetivos principales de su ofensiva sean capturar distritos en el sur del Alto Karabaj que son menos montañosos y, por lo tanto, más fáciles de tomar que el interior bien fortificado de la región. Se cree que el apoyo de Turquía a Azerbaiyán es un intento de ampliar su esfera de influencia aumentando la posición de Azerbaiyán en el conflicto y marginando la influencia de Rusia en la región.
Tras la captura de Shusha, el segundo asentamiento más grande de Nagorno-Karabaj, se firmó un alto el fuego entre el presidente de Azerbaiyán, Ilham Aliyev, el primer ministro de Armenia, Nikol Pashinián, y el presidente de Rusia, Vladímir Putin, que puso fin a todos hostilidades en la zona del conflicto de Nagorno-Karabaj desde las 00:00 horas del 10 de noviembre de 2020, hora de Moscú. El presidente de Artsaj, Arayik Harutyunyan, también acordó poner fin a las hostilidades. Según el acuerdo, cada bando en guerra mantendría los territorios que posee actualmente, mientras que Armenia acordó devolver otros territorios ocupados que rodean Nagorno-Karabaj al control de Azerbaiyán durante el próximo mes. Según el acuerdo, Armenia mantendrá el control de la mayor parte del antiguo oblast de Nagorno-Karabaj. Azerbaiyán también tendrá acceso a su enclave de Nakhchivan que limita con Turquía e Irán. Casi 2000 soldados rusos serán desplegados como fuerza de mantenimiento de la paz para proteger el corredor terrestre entre Armenia y la región de Nagorno-Karabaj por un mandato de al menos cinco años. La victoria fue muy celebrada en Azerbaiyán y culminó el 10 de diciembre con la celebración del Desfile de la Victoria.

## Crisis fronteriza (2021-2023)
Una crisis fronteriza comenzó el 12 de mayo de 2021; cuando los soldados azerbaiyanos cruzaron varios kilómetros hacia Armenia en las provincias de Syunik y Gegharkunik, ocupando unos 41 kilómetros cuadrados (16 millas cuadradas) de territorio armenio. Azerbaiyán no ha retirado sus tropas del territorio armenio reconocido internacionalmente a pesar de los llamamientos para hacerlo del Parlamento Europeo, Estados Unidos y Francia, dos de los tres copresidentes del Grupo de Minsk de la OSCE.
La crisis se intensificó aún más en julio de 2021, con enfrentamientos en la frontera entre Armenia y Najicheván. Los enfrentamientos luego se extendieron al área de Gegharkunik-Kalbajar, con bajas reportadas por ambos lados. Declaración conjunta, el 17 de noviembre de 2021, de la presidenta de la delegación para las Relaciones con el Cáucaso Meridional, Marina Kaljurand, el relator permanente del Parlamento Europeo sobre Armenia, Andrey Kovatchev, y la relatora permanente del Parlamento Europeo sobre Azerbaiyán, Željana Zovko, calificaron la operación militar lanzada por Azerbaiyán el 16 de noviembre de 2021 como la peor violación hasta la fecha desde el acuerdo de alto el fuego de 2020.
Los nuevos enfrentamientos en agosto de 2022 resultaron en la muerte de tres personas, y Rusia acusó a Azerbaiyán de romper el alto el fuego. En la mañana del 13 de septiembre de 2022, estallaron enfrentamientos a gran escala entre tropas azerbaiyanas y armenias. El Ministerio de Defensa armenio dijo que Azerbaiyán había atacado posiciones armenias cerca de las ciudades de Vardenis, Goris, Sotk y Jermuk con artillería y armas pesadas. El Ministerio de Defensa de Azerbaiyán dijo que Armenia había organizado una "provocación a gran escala" cerca de las regiones de Dashkasan, Kalbajar y Lachin.  Al menos 49 soldados armenios y 50 militares azeríes murieron.
Armenia solicitó sin éxito que la Organización del Tratado de Seguridad Colectiva y Rusia intervengan de forma independiente debido a las incursiones militares de Azerbaiyán en mayo de 2021 y septiembre de 2022. La OTSC y Rusia se negaron a proporcionar asistencia en ambas ocasiones.

## Bloqueo de la República de Artsaj (2022-2023)

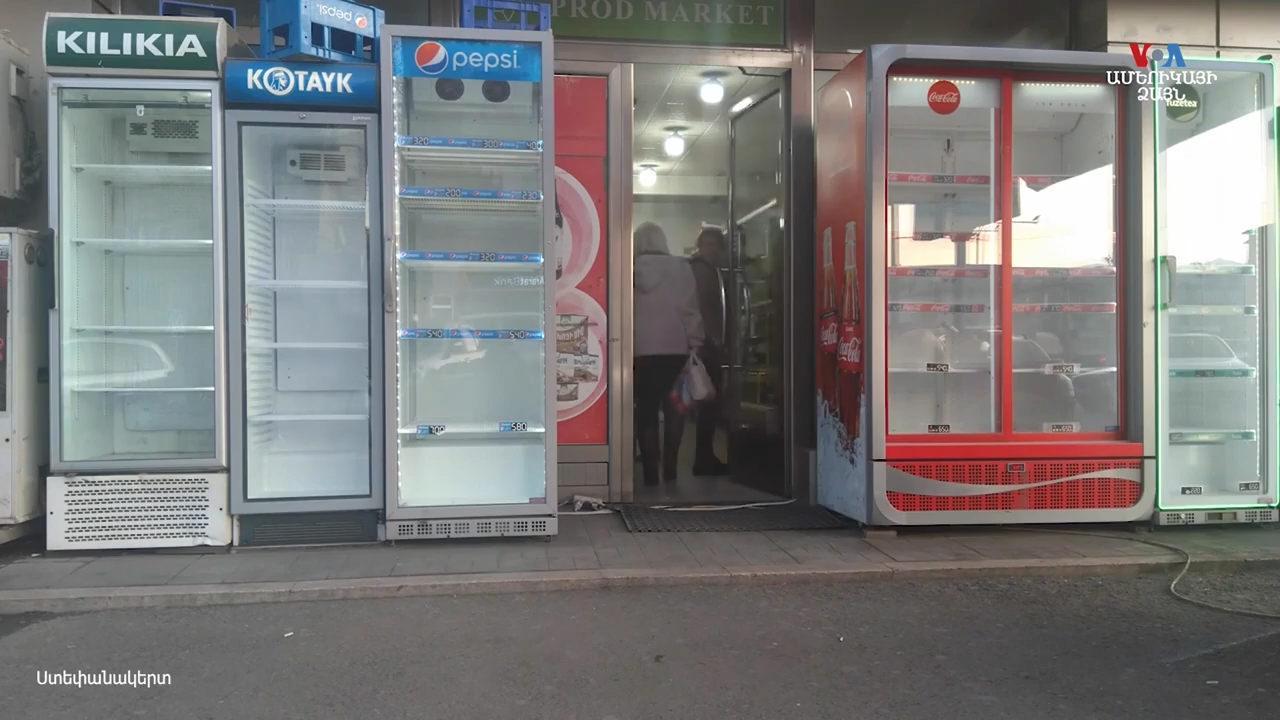
Tiendas vacías en Stepanakert durante el Bloqueo de Artsaj

El bloqueo de la República de Artsaj fue un bloqueo que comenzó el 12 de diciembre de 2022, cuando los azerbaiyanos bloquearon la única carretera que conecta la República no reconocida de Artsaj con Armenia en el área de la intersección Shushi-Karin. Esta última zona se encuentra en el área de responsabilidad de la misión de mantenimiento de la paz del Ministerio de Defensa de la Federación Rusa. Azerbaiyán enumera a los bloqueadores como activistas ambientales.
El 12 de diciembre de 2022, bajo el disfraz de "protestas ambientales", Azerbaiyán lanzó un bloqueo ilegal de la República de Artsaj. El gobierno azerbaiyano envió ciudadanos que decían ser "eco-activistas" para bloquear el corredor de Lachín, un corredor humanitario que conecta Artsaj con Armenia y el mundo exterior. Funcionarios públicos, personal militar disfrazado, miembros de ONG progubernamentales y organizaciones juveniles se encontraban entre los llamados "activistas". Desde entonces, el gobierno de Azerbaiyán ha consolidado su bloqueo al apoderarse del territorio alrededor del corredor de Lachín tanto dentro de Artsaj como en Armenia, bloquear rutas de circunvalación alternativas e instalar un puesto de control militar.
El bloqueo ha llevado a una crisis humanitaria para la población en Artsaj; se han bloqueado las importaciones de bienes esenciales, así como los convoyes humanitarios de la Cruz Roja y las fuerzas de mantenimiento de la paz rusas, atrapando a los 120.000 residentes de la región. La escasez de bienes esenciales, incluidas las reservas de electricidad, combustible y agua, es generalizada y las reservas de emergencia están siendo racionadas, junto con el desempleo masivo y el cierre de escuelas y transporte público.

### Ofensiva azerí de 2023

Situación militar en Nagorno-Karabaj el 20 de septiembre de 2023

El 19 de septiembre de 2023, se informó de combates entre azerbaiyanos y las fuerzas del autoproclamado estado separatista pro-armenio de Artsaj en Stepanakert (Nagorno-Karabaj). Azerbaiyán lanzó una operación militar declarando el inicio de "actividades antiterroristas en Nagorno-Karabaj". Los ataques ocurrieron en medio de una crisis cada vez mayor causada por el bloqueo de Azerbaiyán a la República de Artsaj, que ha resultado en una escasez significativa de suministros esenciales como alimentos, medicinas y otros bienes en la región afectada.

## Principales acuerdos de alto al fuego y mediación internacional

### Protocolo de Biskek
En mayo de 1994 se firmó un alto el fuego mediado por Rusia y Armenia y Azerbaiyán han celebrado desde entonces conversaciones de paz, mediadas por el Grupo de Minsk de la OSCE. El Protocolo de Biskek de 1994 pedía a ambas partes que cesaran las hostilidades y entablaran un diálogo destinado a la desmilitarización de la región, el regreso de los refugiados y la creación de una fuerza de mantenimiento de la paz de la CEI. Azerbaiyán ha acusado repetidamente al Grupo de Minsk (Rusia, Estados Unidos, Francia) de ser pro-armenio.

### Acuerdo de alto al fuego de 2020
El 9 de noviembre de 2020, Armenia y Azerbaiyán firmaron un alto el fuego bajo la mediación de Rusia, y la República de Artsaj también acordó poner fin a las hostilidades.Según el acuerdo, ambas partes mantuvieron el control de las posiciones que ocupaban a medianoche. Armenia devolvió los territorios que rodean Nagorno-Karabaj que había ocupado desde la década de 1990. Azerbaiyán también retuvo el control sobre un tercio del Alto Karabaj que había capturado durante la guerra: incluyendo Shusha y Hadrut. En total, el lado armenio perdió aproximadamente el 75% de los territorios en y alrededor del Alto Karabaj que controlaba antes de la guerra.
Aproximadamente 2.000 soldados rusos fueron desplegados como fuerzas de mantenimiento de la paz alrededor de Nagorno-Karabaj con un mandato de al menos cinco años. También se encomendó a las fuerzas de mantenimiento de la paz el corredor de Lachín, que sigue siendo el único paso entre Armenia y Nagorno-Karabaj. La ruta alternativa Vardenis-Martakert ha sido cerrada por Azerbaiyán desde que tomó el control de la sección Dadivank-Sotk (en Kalbayar) durante la Segunda Guerra de Nagorno-Karabaj . Según el acuerdo, Armenia devolvió todo el territorio que había ocupado alrededor de Nagorno-Karabaj y Azerbaiyán retuvo el control sobre un tercio de Nagorno-Karabaj propiamente dicho que capturó. El acuerdo de 2020 otorgó a las fuerzas de paz rusas un mandato temporal pero renovable para la región.
Tras la guerra de Nagorno-Karabaj de 2020, tanto Rusia como la Unión Europea han aumentado su presencia en Armenia a lo largo de la frontera con Azerbaiyán para mejorar la estabilidad de la frontera y disuadir las ofensivas de Azerbaiyán. A petición de Armenia, el Servicio Federal de Seguridad de Rusia amplió sus patrullas dentro de Armenia y la UE contribuyó con una misión de observación civil. Sin embargo, aunque ambas entidades han disuadido la posibilidad de una guerra a gran escala, no han podido evitar completamente los objetivos de Azerbaiyán.
Rusia y la Unión Europea han criticado la presencia mutua dentro de Armenia. La Unión Europea alentó a Armenia a buscar alianzas de seguridad alternativas dado que "la supuesta disposición de Rusia para garantizar la seguridad de Armenia ha demostrado ser inexistente".Rusia, a su vez, criticó a la Unión Europea y Armenia por implementar el monitoreo civil en Armenia y afirma que es un esfuerzo de Occidente para disminuir el poder de Rusia en la región.